# 철원 포충사
철원 포충사(鐵原 褒忠祠)는 강원특별자치도 철원군 철원읍 화지리 산 1-1에 있던 옛 사우이다.
1665년 충무공 김응하(忠武公 金應河)을 모시기 위해 지어졌고, 1668년 사액을 받았다. 화지리에 소재한다.
1871년(고종 8) 대원군에 의한 서원철폐 때에도 특별히 존속되었다. 건물은 6·25전쟁 때 불타버리고, 현재는 김응하장군묘비(강원도 유형문화재 제105호)만 남아 있다.

## 같이 보기
- 김응하